# Eterna
Ne pas confondre avec EteRNA, un jeu en ligne destiné à aider les scientifiques du domaine de la protéomique, de la génétique et de la biologie moléculaire.
Eterna est une marque horlogère, fondée en 1856, à Granges en Suisse. Eterna fabrique des montres mécaniques haut de gamme fondées sur le savoir-faire de générations d’artisans horlogers.

## Histoire

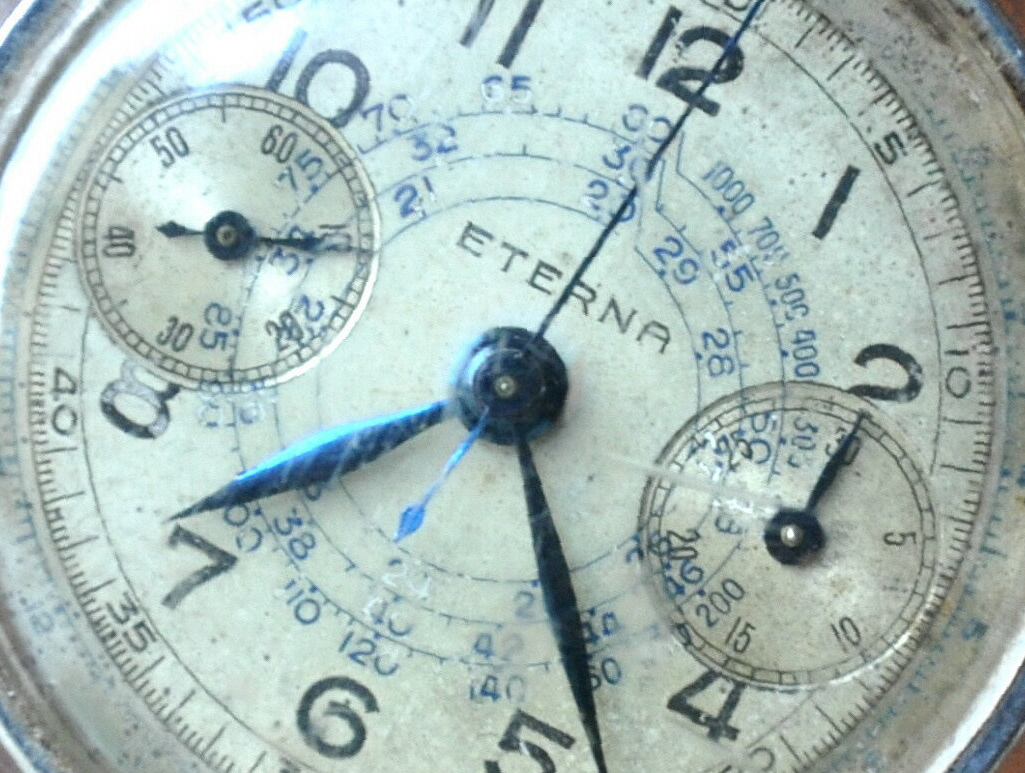
Exemple de montre Eterna, datant de 1925.

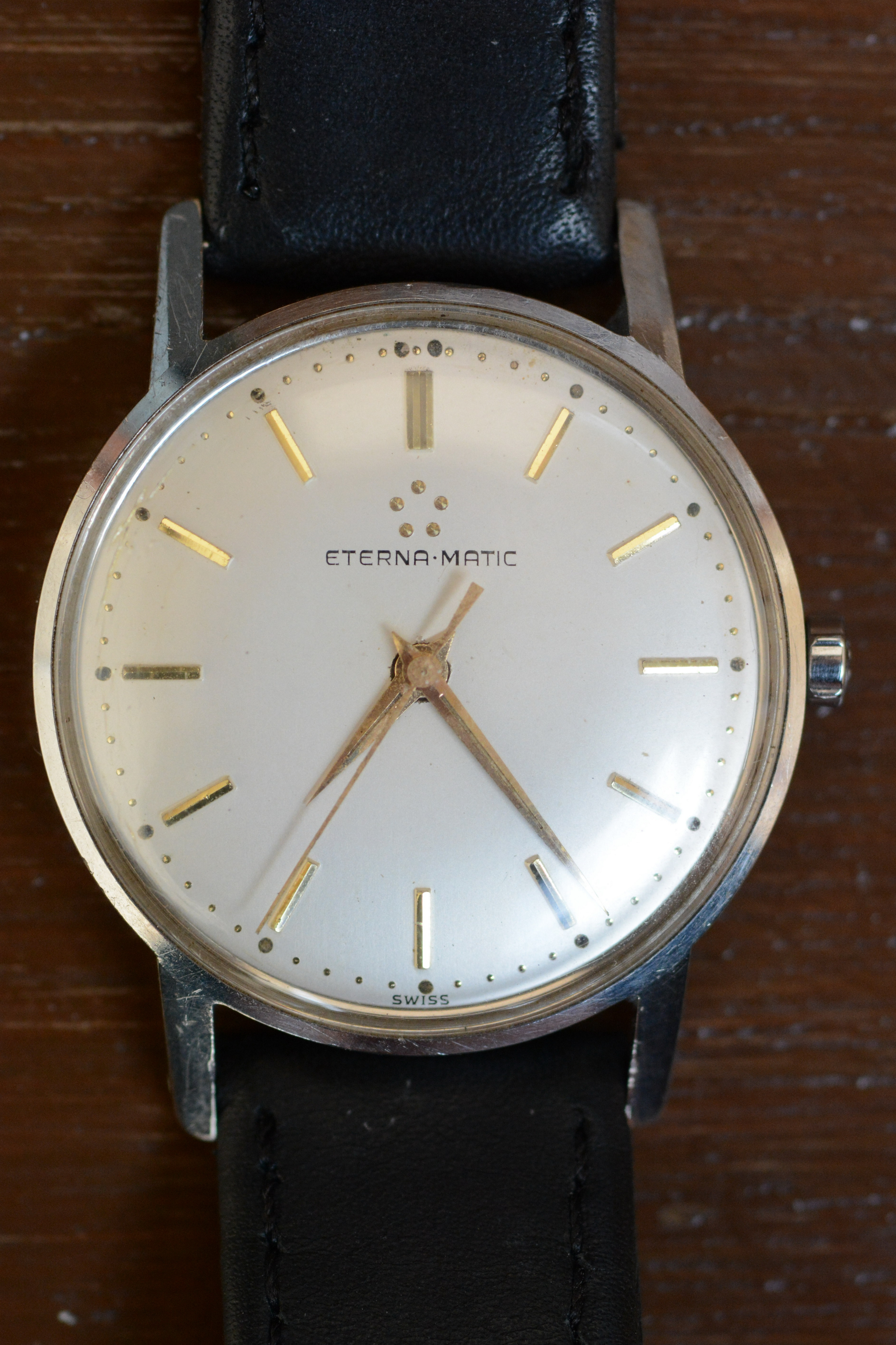
Eterna-Matic, Cal. 1414U, 1958

Le 7 novembre 1856 à Granges, l’enseignant Urs Schild, alors âgé de 28 ans, et le docteur Josef Girard fondent la manufacture d’ébauche « Dr Girard & Schild » qui prendra plus tard le nom d’Eterna. Huit ans plus tard l’entreprise définit par écrit les droits et les devoirs réciproques des employeurs et employés.
Pendant les années 1880, les premières machines automatiques de fabrication font leur entrée dans un bâtiment neuf. Elles fonctionnent grâce à la force hydraulique et à une machine à vapeur. La première montre entièrement fabriquée en interne fait de l’entreprise une manufacture.
En 1882, Urs Schild accepte un mandat au Conseil national suisse. Six ans plus tard, il décède, à l’âge de seulement 58 ans. Un an après, en 1889 le nom Eterna apparaît pour la première fois sur le cadran d’une montre de poche et en 1906 Eterna devient le nom de la marque.
Lors de l’Exposition Nationale Suisse de 1914, à Berne, la marque lance la première montre-bracelet avec réveil ; cette innovation est relative à un brevet datant de 1908.
En 1932, à l'initiative de Théodore Schild la manufacture Eterna est séparée en deux entreprises distinctes :
- Eterna SA pour la fabrication des montres ;
- ETA Manufacture Horlogère pour le département d’ébauches ;

1948, année de naissance du rotor monté sur roulement à billes, qui entrera dans l’histoire horlogère sous le nom Eterna-Matic. Cette innovation équipe aujourd’hui la majorité des mouvements automatiques (mais pas Rolex par exemple).
En 1974, la famille Schild se sépare de l’entreprise familiale qui est vendue à l’entreprise General Watch Company, le département produits finis du groupe Ébauches SA, qui donnera naissance au Swatch Group.
En 1975, l’entreprise Eterna est vendue au groupe PCW : Portland Cement Werk, De Sede, Charles Jourdan appartenant.
En 1995, Ferdinand Alexander Porsche reprend la marque pour qu’elle devienne une manufacture. Eterna renoue avec son passé de véritable manufacture. Elle crée en 2004 le calibre 6036, puis l’année d’après, sort le calibre extra-plat 3030, en 2007 le calibre 6037 puis en 2009, un demi-siècle après l’Eterna-Matic, le système « Eterna Spherodrive » dont le barillet est monté sur roulement à billes voit le jour.
La manufacture Eterna Uhrenfabrik a été rachetée en juin 2011 par la China Haidian Holdings Limited (pour 22,9 M de francs suisses), également propriétaire des marques Porsche Design et Corum.

## Événements majeurs
- 1910 : Lors de l’Exposition universelle de Bruxelles, le jury attribue le "Grand Prix" à Eterna
- 1914 : Eterna fabrique la première montre bracelet du monde avec mouvement de réveille-matin. Ce modèle est breveté en 1908 et fabriqué en série à partir de 1914.
- 1930 : Eterna développe la plus petite montre-bracelet avec mouvement baguette fabriquée en série.
- 1948 : L’année de naissance du rotor monté → Roulement à billes
- 1956 : Eterna fête ses 100 ans avec le modèle « Centenaire »
- 1958 : La « Golden-Heart » la plus petite montre automatique du monde avec rotor est lancée. Parmi les personnalités les plus célèbres qui la portent, l'actrice italienne Gina Lollobrigida et l’actrice française Brigitte Bardot.
- 1962 : La « Sahida » (mouvement de 4 mm. de haut) et l’"Eterna-Matic 3000" (mouvement de 3,6 mm) sont les montres-bracelets pour hommes et dames les plus plates du monde.
- 1980 : La ligne ultraplate « Museum » détient le record mondial absolu toutes catégories. Cette montre-bracelet ne mesure que 0,98 mm d'épaisseur, boîte incluse.
- 2006 : Pour son 150e anniversaire la marque produit un mouvement automatique extra-plat de manufacture, le calibre 3030, avec une grosse date bombée.

### Roulement à billes
En 1948, Eterna invente une montre automatique dotée d’un système de roulement à billes à faible friction, amortissant ainsi les chocs, et facilitant le fonctionnement de la masse oscillante. Depuis, les cinq billes du roulement à billes sont intégrés à la charte graphique et au logo d’Eterna. 

### La montre de l'expéditionKon-Tiki
En 1947, Thor Heyerdahl sollicite la manufacture Eterna pour la fourniture de la montre utilisée lors de son expédition. Eterna développe donc une montre robuste et étanche pour l’expédition du Kon-Tiki. Après un voyage en haute mer de 97 jours et 7 600 kilomètres, leurs montres-bracelets Eterna sont absolument intactes. C’est en leur honneur que les lignes de montres sportives d’Eterna porteront le nom "KonTiki" au cours des prochaines décennies.

## Collections
- Adventic
- Vaughan
- Madison
- Heritage
- Centenaire
- 1948
- KonTiki
- Tangaroa
- Artena
- Contessa

### Mouvements
- 2004 : Calibre 6036. Ce mouvement mécanique de 800 composants, affiche le temps chronométré de manière numérique.
- 2006 : Calibre de forme 3500.
- 2007 : Calibre 6037 et calibre 3030 basé sur le calibre 1504 datant des années 1960.
- 2009 : Calibre 3505
- 2010 : Calibre 3510
- 2012 : Calibre 39

## Galerie

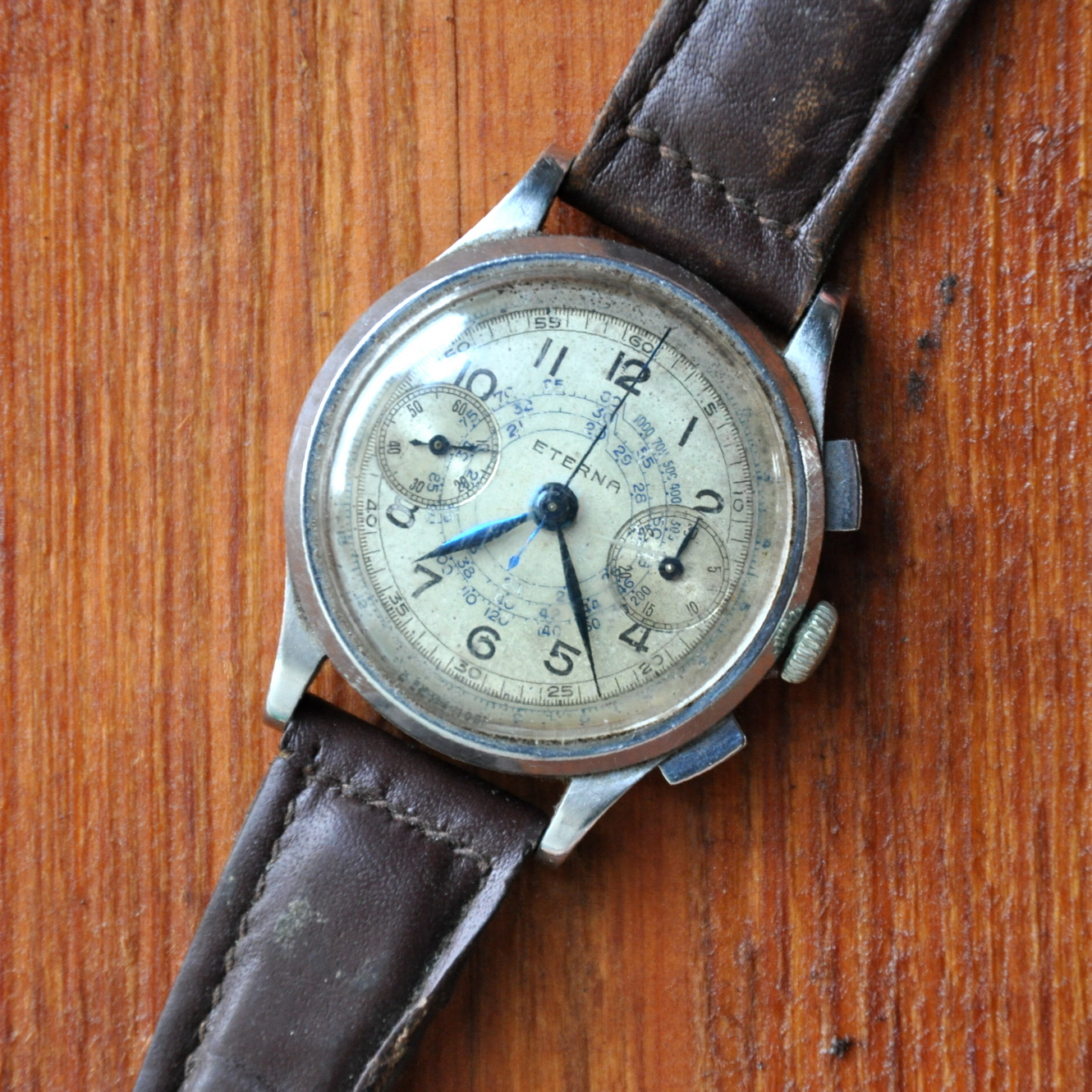
Eterna, 1925
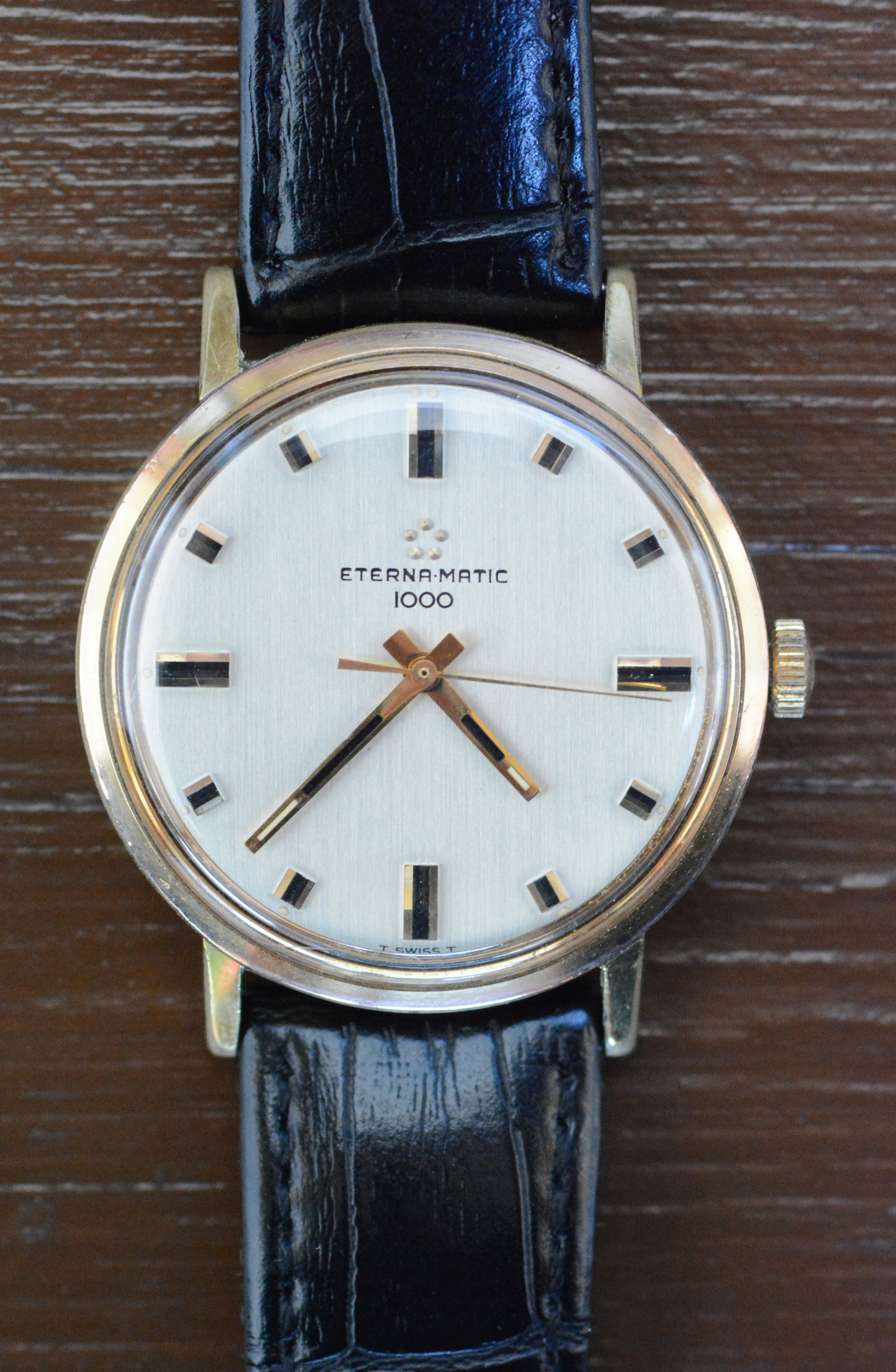
Eterna-Matic 1000, Cal. 1479K, 1966
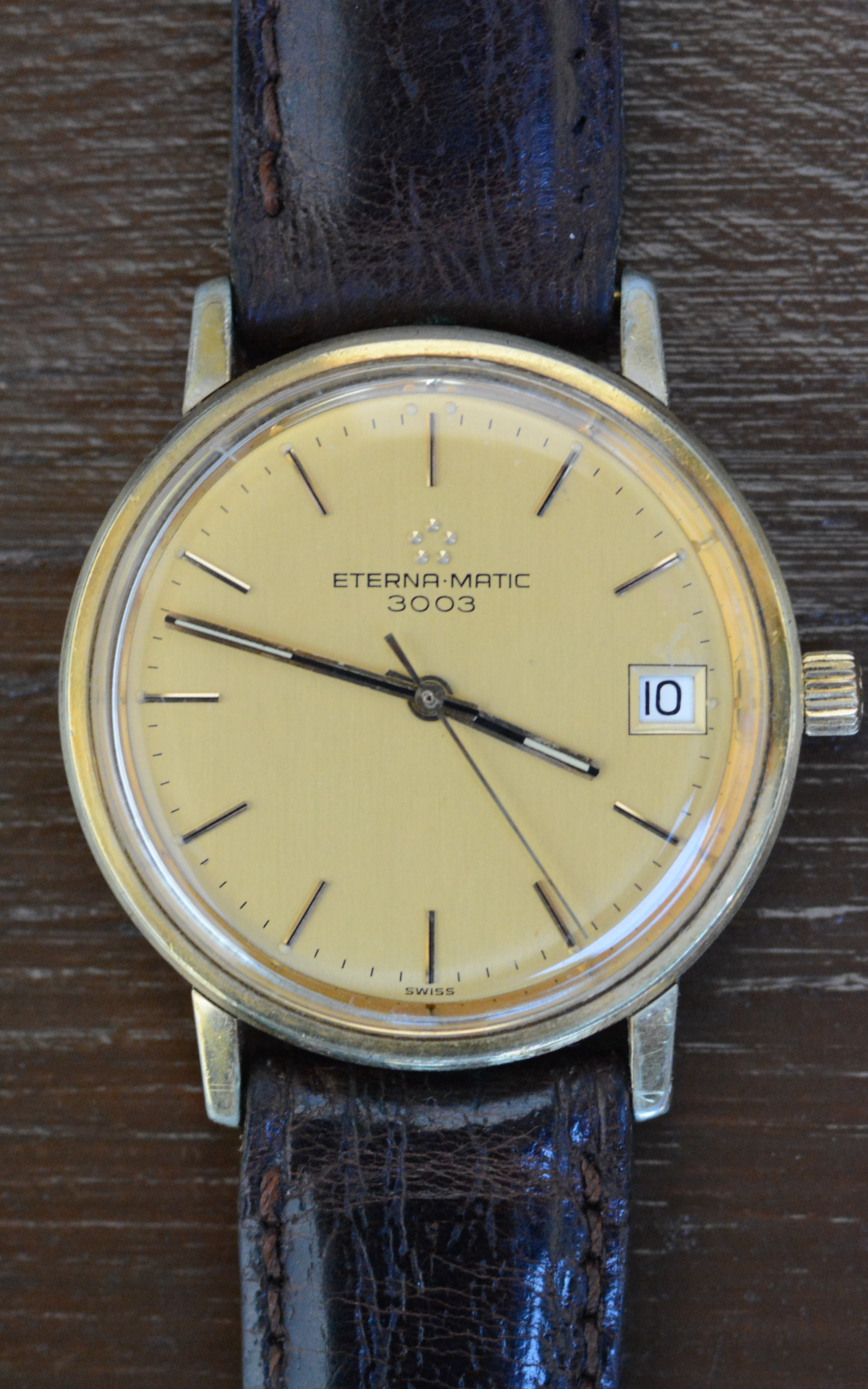
Eterna-Matic 3003, Cal. 1504, 1974
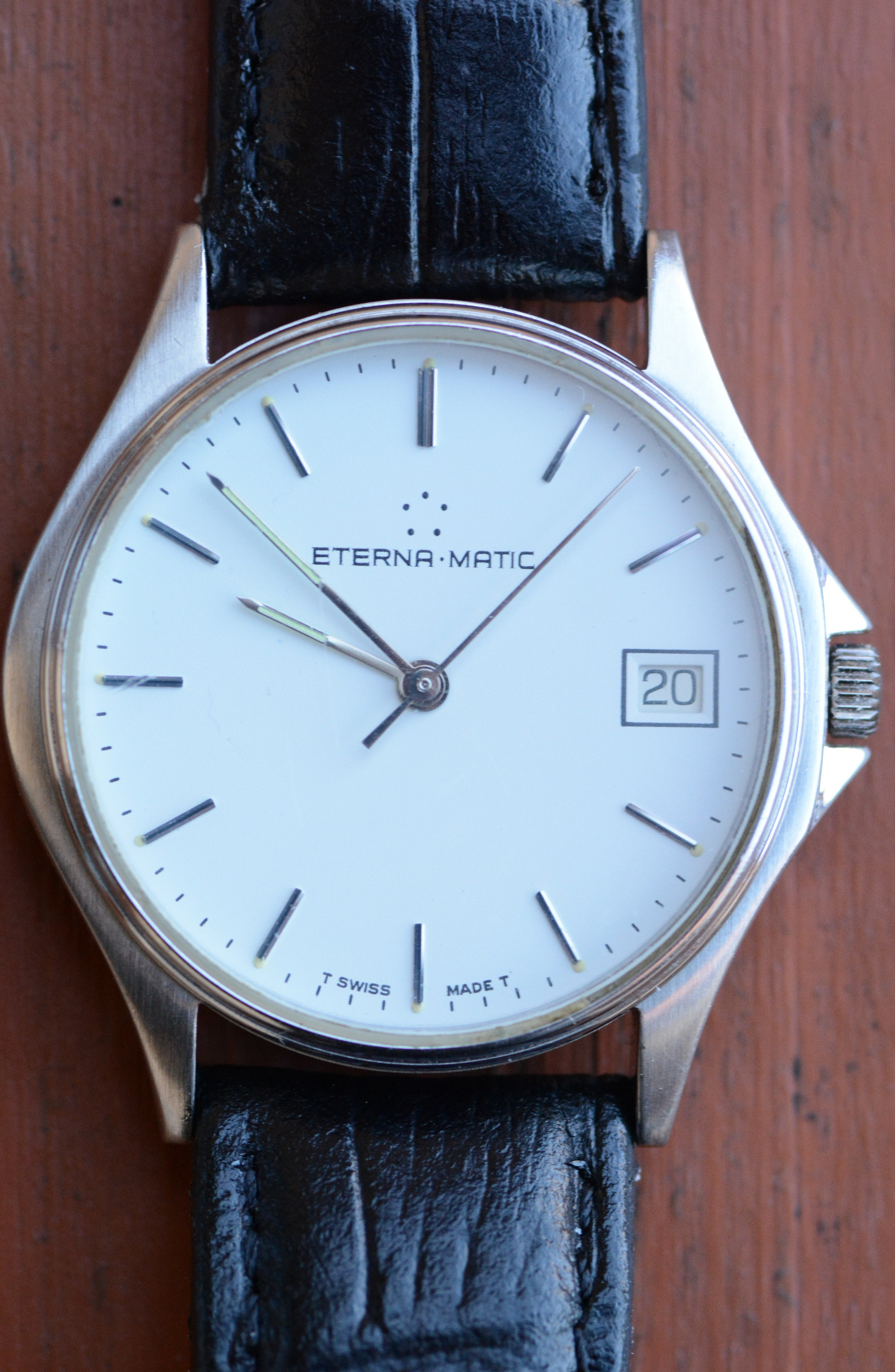
Eterna-Matic 1.043.3.1.04